# Zglobni prenosnik
Zglobni prenosnici imaju zadatak da prenesu obrtni moment motora sa glavnog vratila menjača na pogonski most (tj. mostove). Menjač i pogonski most se ne nalaze u istoj horizontalnoj ravni, što znači da zglobna vratila vrše prenos obrtnog momenta pod određenim uglom. Ovaj ugao nije stalan jer pogonski most u odnosu na menjač vrši određena vertikalna pomeranja, tako da se automatski menja ugao.

## Vrste zglobnih prenosnika
Postoje tri vrste zglobnih prenosnika i to su:

### Kardanov zglob
Sastoji se od prirubnice za vezu sa glavnim prenosnikom i viljuške, na čijim krajevima se nalaze otvori u koje se smeštaju krajevi krsta. Između otvora na viljuškama i krajevima krstastih osovinica najčešće se nalaze igličasti ležajevi koji se osiguravaju pomoću osigurača. Kardanski zglob može prenositi obrtni moment za uglove do 30°. Kardanski zglob se koristi i za razne agregate na vozilu, a mogu se koristiti i na upravljačkom mehanizmu, u sistemu za kipovanje (istresanje) materijala.

### Hardijev zglob
Ovi zglobovi se koriste za prenos obrtnog momenta za male uglove, do 10° stepeni. Koriste se kod „Fiće“, „Peglice“ i sličnih vozila.

### Homokinetički zglob
Ovi zglobovi mogu preneti obrtni moment i za veće uglove od kardanskih, do 40°, i spadaju u grupu sinhronih zglobnih prenosnika. Veoma mnogo se koriste kod vozila sa motorom napred i prednjom vučom, jer omogućavaju da upravljački točkovi ujedno budu i pri najvećim uglovima zaokretanja upravljačkih točkova. Sila sa kugle na loptasto kućište prenosi se posredstvom kuglica koje se kreću unutar žlebova u kugli i kućištu. Ovi zglobovi moraju biti potpuno izolovani od spoljašnjih uticaja (voda, so, blato, prašina) što se postiže gumenim manžetnama koje štite zglob od spoljašnjih uticaja.